# Canal Hollywood
Canal Hollywood est une chaîne de télévision ibérique de cinéma appartenant au groupe AMC Networks International Iberia. Elle est disponible sur internet, le câble et le satellite.
Dès sa création, la chaîne diffusait ses programmes en Espagne et au Portugal en simultané (au Portugal en VOST) et depuis 2006, le Portugal a eu sa propre programmation.

## Histoire
En 1993, la société Television Programme Services (TPS) a présenté une offre de six chaînes de séries, de films et d'informations en langue espagnole à lancer en Espagne via le satellite Hispasat, dont Canal Hollywood. Alors que les émissions régulières devaient commencer le 15 novembre de la même année, la société productrice de la chaîne a rencontré des problèmes avec Hispasat, car après avoir présenté l'offre, la société satellite n'avait toujours pas répondu en septembre. TPS a annoncé que si Hispasat ne soumettait pas de décision avant octobre, la société distribuerait ses chaînes sur le satellite Intelsat K.
Les émissions tests de Canal Hollywood ont commencé le 15 novembre, et la lettre de présentation et les promotions de la chaîne ont été diffusées en continu. Le signal a pu être reçu sur le satellite Intelsat K, Hispasat n'ayant pas encore répondu. Cette chaîne et une autre chaîne de feuilletons et de séries ont été commercialisées à un abonnement de 1600 pesetas (près de 10 euros par mois), bien que TPS ait prévu de lancer quatre autres chaînes un an plus tard pour faire une offre de six chaînes.
Le 20 décembre, les émissions régulières de Canal Hollywood sur Intelsat K ont été inaugurées, offrant comme premiers films diffusés par la chaîne L'Éveil ou Mad Max. La chaîne était distribuée, à partir de la réception de son signal par satellite, par des vidéos communautaires (formées par une antenne parabolique et une dérivation de câbles de celle-ci vers les voisins) ou des réseaux câblés (incluant le signal de l'antenne parabolique dans le système de câble et disposant d'un décodeur TPS dont le prix était de 20.000 pesetas, soit 120 euros). Toutefois, son prix mensuel varierait en fonction de la taille du système dans lequel la chaîne est incorporée.
Quatre mois après les problèmes entre ces deux sociétés, l'administration a interdit à TPS de transmettre Canal Hollywood via Hispasat, alors que la chaîne était déjà diffusée sur Intelsat K. En fait, la société de satellites avait l'intention d'accepter l'offre de TPS, mais selon certaines sources proches de la société, comme elle était financée par des fonds publics et donc en partie gérée par le gouvernement, l'administration avait la décision finale de refuser la chaîne.
Dans une interview réalisée en février 1997, Pedro Pérez a assuré qu'il y aurait des changements dans l'offre de télévision de Vía Digital à partir du 1er avril, impliquant à la fois la disparition de certaines chaînes et l'arrivée d'autres, comme Canal Hollywood.
Canal Hollywood était initialement inclus dans les réseaux câblés, tels que ONO, Telecable, Euskaltel et d'autres sociétés câblées minoritaires aujourd'hui disparues. Par la suite, il a également été inclus dans les forfaits IPTV tels que Movistar TV ou Orange TV.
En juillet 2004, Canal+ a renouvelé sa gamme de chaînes et a inclus certaines chaînes de cinéma, telles que Cinemanía, TCM, DCine et Canal Hollywood.
Le 18 décembre 2006, Canal Hollywood a redessiné son image en introduisant de nouveaux éléments graphiques, tels que la mouche, les marques d'identification et les en-têtes des créneaux horaires. Cela a également entraîné l'élimination des panneaux bilingues, en espagnol et en portugais, avec deux signaux de diffusion différents pour l'Espagne et le Portugal (ayant obtenu sa propre programmation).
Le 31 octobre 2007, Canal Hollywood a disparu de l'offre de chaînes d'ONO, presque en même temps qu'Extreme Sports Channel, qui s'était également retirée plus tôt, et qui, par coïncidence, étaient toutes deux produites par Chello Multicanal. En 2010, Canal Hollywood est revenue à ONO trois ans après son retrait dans le but de remplacer Cinestar, une chaîne produite par la société de production Teuve (appartenant à ONO), qui, la même année, a été rachetée par Chello Multicanal.
En novembre 2013, Canal Hollywood a fêté ses 20 ans et pour célébrer cet événement, elle a réalisé deux mois auparavant plusieurs sondages auprès des téléspectateurs de la chaîne pour leur faire décider des films qu'ils souhaitaient voir sur différents thèmes, dans le but de les diffuser en novembre de la même année dans un bloc appelé " El Ciclo del Espectador " (le cycle du téléspectateur).